# Cor Steyn
Cornelis Gerardus Hendricus Steijn (más conocido como Cor Steyn) (Leiden, Países Bajos, 22 de diciembre de 1906 – Hilversum, Países Bajos, 17 de noviembre de 1965) fue un músico neerlandés que ganó notoriedad principalmente como empleado en la VARA. 

## Biografía
Cor Steyn fue un niño-prodigio en la música: desde que tuvo cinco años recibió clases de piano y violín. En 1918, con doce años, realizó la prueba de entrada para el Conservatorio Real en La Haya. En 1920 era pianista en las películas de cine mudo, y actuó por primera vez como pianista de concierto. Cuando su padre quedó incapacitado tras un accidente el joven Cor dejó sus estudios y comenzó a trabajar como pianista en un bar para obtener un sueldo con el que mantener a su familia.
En 1932 entró en la VARA como pianista y acordeonista. Fue conocido nacionalmente como el músico que tocaba el órgano de concierto de la VARA. A partir de 1935 pasó a interpretar como organista el acompañamiento musical de numerosos artistas (como por ejemplo Willy Alberti) en el City Theatre de Ámsterdam.
El 7 de mayo de 1931 se casó con Hillechien Neuwitter, con quien tuvo dos hijos.
En 1939 junto a Cor Lemaire escribió la música para la película Boefje. Durante la Segunda Guerra Mundial, desde 1941 hasta 1944, trabajó para el dúo cómico Snip en Snap de René Sleeswijks.  Escribió la música de la canción  "Als op het Leidscheplein de lichtjes weer eens branden gaan" para Willy Walden, que fue vista como una canción de protesta, si bien la eltra fue escrita por Jacques van Tol. En 1944 se lanzó la película "Drie weken huisknecht", para la cual había escrito música. El 17 de agosto de 1945 se divorció de Hillechien Neuwitter, casándose el 14 de septiembre de ese mismo año con Rita Helen Wengler. Con ella tuvo dos hijos y una hija.
Tras la Liberación Cor Steyn trabajó para muchas estaciones de radio extranjeras, con las cuales obtuvo fama a nivel internacional. En 1949 fue contratado por la VARA, inicialmente como empleado en el departamento de programación y servicio de propaganda, a partir de 1950 como encargado de la programación. En octubre de 1951 apareció por primera vez en televisión en el show de Cees de Lange como pianista. En 1955 colaboró con Tom " Dorus " Manders , primero en radio y televisión , después también en teatros, incluyendo el programa "Showboat". Muchas canciones famosas de Dorus tenían arreglos y acompañamientos escritos Cor Steyn , como por ejemplo su hit "Twee motten". Dorus siempre se refería a él como “Señor  Cor Steyn".
Tras su trabajo con Tom Manders tuvo varios programas propios. El 17 de noviembre de 1965 Cor Steyn murió a la edad de 58 años de un ataque al corazón en Hilversum.
Cor Steyn fue uno de los más conocidos intérpretes del Magic Organ.